# Scylacosauria
Scylacosauria — клада тероцефалових терапсид. Він включає базальну родину Scylacosauridae та інфраряд Eutherocephalia. Scylacosauridae та Eutherocephalia утворюють цю кладу, за винятком Lycosuchidae, найосновнішої родини тероцефалів. Отже, Scylacozauria включає всіх тероцефалів, крім лікозухід. Нижче наведено кладограму, яка показує філогенетичне положення Sylacozauria:
|               | Lycosuchidae                                                        |
|               |                                                                     |
| Scylacosauria | \| \| Scylacosauridae \| \| \| \| \| \| Eutherocephalia \| \| \| \| |
|               | \| \| Scylacosauridae \| \| \| \| \| \| Eutherocephalia \| \| \| \| |
|               | Scylacosauridae                                                     |
|               |                                                                     |
|               | Eutherocephalia                                                     |
|               |                                                                     |

|  | Scylacosauridae |
|  |                 |
|  | Eutherocephalia |
|  |                 |